# Europapokal der Landesmeister (Handball) 1989/90
Dieser Artikel beschreibt den Europapokal der Landesmeister im Handball der Saison 1989/90. Es war die 30. Austragung des Wettbewerbs.

## 1. Runde
|                       | Gesamt |                      | Hinspiel | Rückspiel |
| --------------------- | ------ | -------------------- | -------- | --------- |
| BK-46 Karis           | 47:56  | Stavanger IF         | 30:16    | 40:14     |
| Raba ETO Győr         | 56:38  | Filipos Verias       | 33:15    | 23:23     |
| Kyndil Tórshavn       | 41:55  | Valur Reykjavík      | 27:26    | 14:29     |
| TUSEM Essen           | 51:35  | HV Haka Emmen        | 26:17    | 25:18     |
| RK Chromos Zagreb     | 46:39  | KS Pogon Zabrze      | 29:20    | 17:19     |
| Helsingor IF          | 60:28  | Fola Esch            | 30:11    | 30:17     |
| Ortigia Siracus       | 51:39  | Arcelik SC Istanbul  | 30:18    | 21:21     |
| Sporting Neerpelt     | 37:38  | UHK Volksbank Wien   | 22:17    | 15:21     |
| Maccabi Rishon Lezion | 30:53  | US Créteil           | 15:29    | 15:24     |
| Amicitia Zürich       | 81:21  | Manchester United HB | 41:12    | 40:09     |
| VSZ Kosice            | 36:39  | CSKA Sofia           | 21:16    | 15:23     |
| FC Barcelona          | 46:37  | Benfica Lissabon     | 28:17    | 18:20     |

SKA Minsk, Steaua Bukarest, ASK Vorwärts Frankfurt/Oder und Redbergslids Göteborg hatten Freilose und zogen damit direkt in die zweite Runde ein.

## 2. Runde
|                       | Gesamt |                             | Hinspiel | Rückspiel |
| --------------------- | ------ | --------------------------- | -------- | --------- |
| SKA Minsk             | 67:46  | Stavanger IF                | 39:21    | 28:25     |
| Raba ETO Győr         | 60:44  | Valur Reykjavík             | 29:23    | 31:21     |
| Steaua Bukarest       | 44:51  | TUSEM Essen                 | 21:22    | 23:29     |
| RK Chromos Zagreb     | 55:41  | Helsingor IF                | 28:19    | 27:22     |
| Ortigia Siracusa      | 33:43  | ASK Vorwärts Frankfurt/Oder | 17:17    | 16:29     |
| UHK Volksbank Wien    | 37:40  | US Créteil                  | 19:19    | 18:21     |
| Redbergslids Göteborg | 37:34  | Amicitia Zürich             | 16:16    | 21:18     |
| CSKA Sofia            | 37:62  | FC Barcelona                | 16:26    | 21:36     |

## Viertelfinale
|                             | Gesamt |                   | Hinspiel | Rückspiel |
| --------------------------- | ------ | ----------------- | -------- | --------- |
| Raba ETO Győr               | 43:60  | SKA Minsk         | 21:29    | 22:31     |
| TUSEM Essen                 | 50:49  | RK Chromos Zagreb | 24:17    | 26:32     |
| ASK Vorwärts Frankfurt/Oder | 33:39  | US Créteil        | 17:17    | 16:22     |
| Redbergslids Göteborg       | 41:44  | FC Barcelona      | 22:16    | 19:28     |

## Halbfinale
|              | Gesamt |             | Hinspiel | Rückspiel |
| ------------ | ------ | ----------- | -------- | --------- |
| SKA Minsk    | 55:45  | TUSEM Essen | 27:17    | 28:28     |
| FC Barcelona | 43:37  | US Créteil  | 23:18    | 20:19     |

## Finale
|           | Gesamt |              | Hinspiel | Rückspiel |
| --------- | ------ | ------------ | -------- | --------- |
| SKA MINSK | 53:50  | FC Barcelona | 26:21    | 27:29     |

 SKA Minsk – FC Barcelona  26:21 (12:8)
27. Mai 1990 in Minsk, ? Zuschauer.
SKA Minsk: Anatoli Galouza, Alexander Minevski – Michail Jakimowitsch  (10/3), Alexander Tutschkin (4/1), Alexander Karschakewitsch (3), Juri Schewzow (3), Konstantin Scharowarow (2), Andrei Paraschtschenko (1), Andrei Barbaschinski  (1), Georgi Sviridenko (1), Aljaksandr Masejkin (1), Juryj Karpuk
FC Barcelona: Lorenzo Rico, David Barrufet – Veselin Vujović  (7/3), Zlatko Portner (3), Iñaki Urdangarin (3), Òscar Grau  (3), Milan Kalina (3), Eugenio Serrano Gispert (2), Juan Sagalés, Fernando Barbeito, Chema Paré Monroy, Juan de la Puente
Schiedsrichter:  Christensen und Jörgensen
 FC Barcelona – SKA Minsk  29:27 (13:11)
9. Juni 1990 in Barcelona, Palau Blaugrana, 7.000 Zuschauer.
FC Barcelona: Lorenzo Rico, David Barrufet (n.e.) – Veselin Vujović (10), Zlatko Portner (10/7), Iñaki Urdangarin  (2), Eugenio Serrano Gispert (2), Juan Sagalés (2), Juan de la Puente (2), Òscar Grau   (1), Fernando Barbeito, Chema Paré Monroy
SKA Minsk: Anatoli Galouza, Alexander Minevski – Michail Jakimowitsch (9/1), Alexander Tutschkin (9/1), Konstantin Scharowarow (3), Juri Schewzow  (3), Alexander Karschakewitsch  (1), Andrei Paraschtschenko (1), Andrei Barbaschinski  (1), Georgi Sviridenko , Aljaksandr Masejkin, Juryj Karpuk
Schiedsrichter:  Erhard Hofmann und Manfred Prause